# 糧食用線量率計3形
糧食用線量率計3形（りょうしょくようせんりょうりつけいさんがた）は、陸上自衛隊が装備している放射線測定器。中隊用線量率計3型が中隊ごとに配備されるのに対し、この装備は主に需品科に配備される。フォールアウト（放射性降下物）などによって放射能に汚染されたと疑われる戦闘糧食の汚染度の測定に使用される。本体や測定器部など、大きく3つに分かれた構成となっている。

## 諸元
- 重量：約7.5kg（本体）
- 測定範囲：1μGy/h~5Gy/h（ガンマ線）

## 特徴
測定範囲は中隊用線量率計3型と変わらず、それの戦闘糧食用への転用であるといえる。
戦闘糧食だけではなく、水などの汚染度の測定にも使用できる。

## 製作
富士電機